# Георгієвське (Межевський район)
Георгієвське (рос. Георгиевское) — село в Межевському районі Костромської області Російської Федерації.
Населення становить 2767 осіб. Належить до муніципального утворення Георгієвське сільське поселення.

## Історія
Від 1944 року населений пункт належить до Костромської області.
Від 2007 року входить до складу муніципального утворенняГеоргієвське сільське поселення.

## Населення
| 1959  | 1970  | 1979  | 1989  | 2002  | 2008  | 2010  |
| ----- | ----- | ----- | ----- | ----- | ----- | ----- |
| 2024  | ↗2411 | ↗2611 | ↗2948 | ↘2816 | ↗2842 | ↘2509 |
| 2014  |       |       |       |       |       |       |
| ↗2767 |       |       |       |       |       |       |